# Laag-Soeren
Laag-Soeren est un village situé dans la commune néerlandaise de Rheden, dans la province de Gueldre. Le 1er janvier 2003, le village comptait 852 habitants.